# 可塘镇
可塘镇，是中华人民共和国广东省汕尾市海豐縣下辖的一个乡镇级行政单位。

## 行政区划
可塘镇下辖以下地区：
可塘社区居民委、陇东村、仓前村、上达村、下达村、埔陇村、罗南村、罗西村、黄厝港村、罗东村、罗北村、罗山村、城格山村、陈厝坡村、长桥村、可北村、可新村、联金村、丰山村、溪头村、下可塘村和东新村。